# Kayo Agatsuma
Kayo Agatsuma (我妻佳代, Agatsuma Kayo, née le 25 juillet 1968 à Sendai, Japon) est une chanteuse-idole japonaise des années 1980, qui débute en 1987 avec le groupe de J-pop Onyanko Club, et mène une courte carrière en solo en 1988, après la fin du groupe.

## Discographie
Singles
Albums
Compilation